# Hedda Hopperová
Hedda Hopperová, rodným jménem Elda Furry (2. května 1885 Hollidaysburg – 1. února 1966 Hollywood) byla americká novinářka, která ve Spojených státech proslavila typ článku zvaný „klípky ze života slavných“ (gossip column).

## Život
Začínala jako málo úspěšná herečka, avšak roku 1938 dostala možnost psát pravidelný sloupek do Los Angeles Times pod názvem Hedda Hopper's Hollywood. Její velkou konkurentkou byla Louella Parsonsová, která podobný sloupek připravovala pro tiskoviny magnáta Williama Randolpha Hearsta. Jejich rivalita, často naplňující i jejich sloupky, se stala proslulou.
Byla to Hopperová, kdo jako první zveřejnil, že herci Katharine Hepburnová a Spencer Tracy mají vztah. Hepburnová ji kvůli tomu prý inzultovala na ulici.
Ve 40. letech Hopperová útočila ve svých sloupcích na Charlieho Chaplina, byl to jeden z důvodů, proč Chaplin nakonec odešel do Evropy. Krom šťourání se v soukromí (velmi mladé milenky) ho kritizovala i za levicové politické názory. Podobné útoky zesílila v éře mccarthismu, kdy zveřejňovala jména herců podezřelých ze sympatií ke komunismu a pranýřovala je. Byla též aktivní členkou Republikánské strany.
V 50. letech také uspěla v rozhlase, na NBC měla svůj pravidelný pořad The Hedda Hopper Show, v 60. letech přibyl pořad Hedda Hopper's Hollywood, v němž vyzpovídala řadu hollywoodských hvězd. Objevila se také v malých cameo rolích v některých filmech jako byly Sunset Boulevard (1950) nebo The Patsy (1964), stejně jako v televizních sitcomech, například v seriálu I Love Lucy své dlouholeté blízké přítelkyně Lucille Ballové. Byla také mnohokrát zobrazena, často jako kontroverzní postava, v uměleckých dílech, zejména životopisných, například v roce 2015 její postavu ztvárnila Helen Mirrenová ve filmu Trumbo, pojednávajícím o životě hollywoodského scenáristy Daltona Trumba (mj. Prázdniny v Římě), kterého mccarthyovská kampaň, na níž se Hopperová podílela, dostala do vězení a pak na tzv. černou listinu Hollywoodu.
První autobiografii vydala roku 1952 pod názvem From Under My Hat. Název odkazoval k tomu, že v Hollywoodu i v celých Spojených státech proslula svými klobouky. Druhou autobiografii vydala o deset let později pod názvem The Whole Truth and Nothing But.